# Corinídeos
Corinídeos (Corinnidae) é uma família de aranhas araneomorfas com ampla repartição geográfica que inclui 75 géneros e cerca de 900 espécies.

## Taxonomia
A família Corinnidae inclui as seguintes subfamílias e géneros:
- Castianerinae

- Aetius O. P.-Cambridge, 1896
- Apochinomma Pavesi, 1881
- Cambalida Simon, 1910
- Castanilla Caporiacco, 1936
- Castianeira Keyserling, 1879
- Castoponera Deeleman-Reinhold, 2001
- Coenoptychus Simon, 1885
- Copa Simon, 1885
- Corinnomma Karsch, 1880
- Echinax Deeleman-Reinhold, 2001
- Graptartia Simon, 1896
- Humua Ono, 1987
- Mazax O. P.-Cambridge, 1898
- Medmassa Simon, 1887
- Merenius Simon, 1910
- Messapus Simon, 1898
- Myrmecium Latreille, 1824
- Myrmecotypus O. P.-Cambridge, 1894
- Poecilipta Simon, 1896
- Pranburia Deeleman-Reinhold, 1993
- Psellocoptus Simon, 1896
- Serendib Deeleman-Reinhold, 2001
- Sphecotypus O. P.-Cambridge, 1895
- Supunna Simon, 1897

- Corinninae
  - Abapeba Bonaldo, 2000
  - Attacobius Mello-Leitão, 1925
  - Austrophaea Lawrence, 1952
  - Corinna C. L. Koch, 1841
  - Creugas Thorell, 1878
  - Ecitocobius Bonaldo & Brescovit, 1998
  - Erendira Bonaldo, 2000
  - Falconina Brignoli, 1985
  - Lessertina Lawrence, 1942
  - Mandaneta Strand, 1932
  - Megalostrata Karsch, 1880
  - Methesis Simon, 1896
  - Oedignatha Thorell, 1881
  - Parachemmis Chickering, 1937
  - Paradiestus Mello-Leitão, 1915
  - Procopius Thorell, 1899
  - Pseudocorinna Simon, 1910
  - Septentrinna Bonaldo, 2000
  - Simonestus Bonaldo, 2000
  - Stethorrhagus Simon, 1896
  - Tapixaua Bonaldo, 2000
  - Tupirinna Bonaldo, 2000
  - Xeropigo O. P.-Cambridge, 1882
- Phrurolithinae
  - Ablator Petrunkevitch, 1942 † (fóssil, Oligoceno)

- Ablator lanatus (Petrunkevitch, 1958) †
- Ablator triguttatus (Koch & Berendt, 1854) †

- Drassinella Banks, 1904
- Hortipes Bosselaers & Ledoux, 1998
- Liophrurillus Wunderlich, 1992
- Orthobula Simon, 1897
- Phonotimpus Gertsch & Davis, 1940
- Phrurolinillus Wunderlich, 1995
- Phrurolithus C. L. Koch, 1839 (69 espécies recentes)

- Phrurolithus extinctus Petrunkevitch, 1958 †
- Phrurolithus fossilis Petrunkevitch, 1958 †
- Phrurolithus ipseni Petrunkevitch, 1958 †

- Phruronellus Chamberlin, 1921
- Phrurotimpus Chamberlin & Ivie, 1935
- Piabuna Chamberlin & Ivie, 1933
- Scotinella Banks, 1911

- Trachelinae
  - Austrachelas Lawrence, 1938
  - Brachyphaea Simon, 1895
  - Cetonana Strand, 1929
  - Meriola Banks, 1895
  - Paccius Simon, 1897
  - Pronophaea Simon, 1897
  - Pseudoceto Mello-Leitão, 1929
  - Spinotrachelas Haddad, 2006 (1 sp., África do Sul)
  - Trachelas L. Koch, 1872
  - Utivarachna Kishida, 1940
- incertae sedis
  - Arushina Caporiacco, 1947
  - Cycais Thorell, 1877
  - Ianduba Bonaldo, 1997
  - Koppe Deeleman-Reinhold, 2001
  - Olbus Simon, 1880
  - Otacilia Thorell, 1897
  - Scorteccia Caporiacco, 1936
  - Thysanina Simon, 1910